# Melanostomias margaritifer
Melanostomias margaritifer és una espècie de peix de la família dels estòmids i de l'ordre dels estomiformes.

## Morfologia
- Els mascles poden assolir 8 cm de longitud total.[3][4]

## Hàbitat
És un peix marí i d'aigües tropicals que viu entre 70-100 m de fondària.

## Distribució geogràfica
Es troba al Carib, Jamaica, Puerto Rico i el Golf de Mèxic.